# Bunrei
Le bunrei ou wakemitama (分霊, « esprit brisé ») est un terme du shintoïsme indiquant le processus de partition d'un kami déplacé ailleurs, de sorte que son esprit va souffrir dans le processus de division tandis qu'une de ses parties se déplace vers un nouveau sanctuaire shinto.
Le processus commence par une prière appelée kanjō à la divinité originale pour la scission, puis une partie de celle-ci est déposée par un mikoshi ou tombeau mobile, qui est transporté vers le nouvel emplacement. La divinité distincte résidant dans le nouveau sanctuaire est appelée bunshi, unsha ou imamiya et est séparée de l'esprit du sanctuaire principal. La divinité du sanctuaire subordonné et celle du sanctuaire principal sont supposées posséder les mêmes pouvoirs.
Les principaux exemples de bunrei sont le Iwashimizu Hachiman-gū à Kyoto qui est un sanctuaire dédié subordonné à la divinité du Usa Hachiman-gū à Ōita (le sanctuaire Usa est le temple principal du culte de Hachiman) ; le Hie-jinja à Tokyo, sanctuaire dédié subordonné à la divinité du Hiyoshi-taisha de la préfecture de Shiga.